# Acalypha acuminata
Acalypha acuminata é uma espécie de flor do gênero Acalypha, pertencente à família Euphorbiaceae.